# 日本橋御幸ビル
日本橋御幸ビル（にほんばしみゆきビル）は、東京都中央区日本橋一丁目に所在した建築物である。

## 建築と歴史

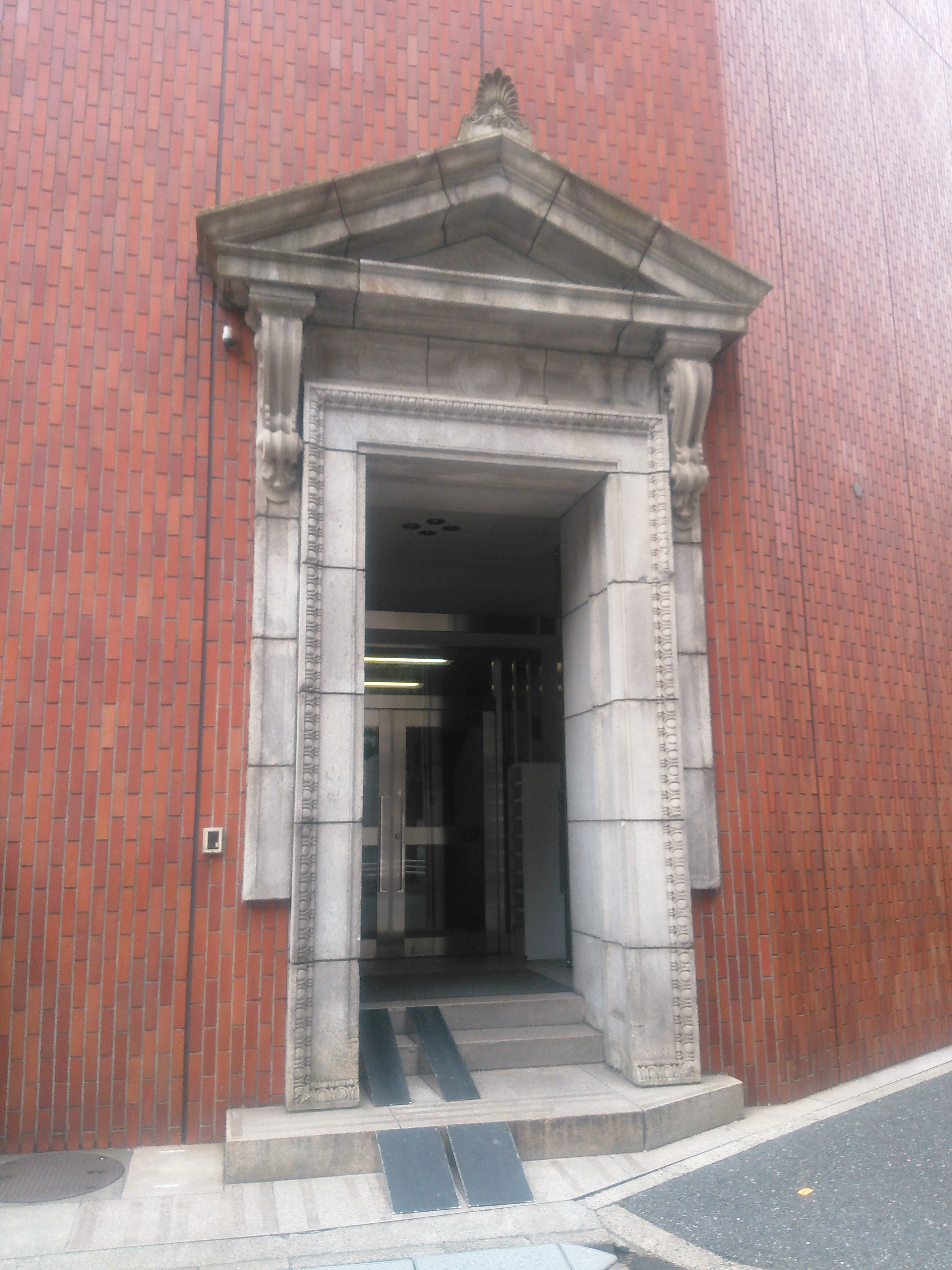
旧村井銀行のエントランス。ビル出入口の一つとして使用されていた。

1975年（昭和50年）、東海銀行と同行の系列の新東昭開発により、日本橋東海ビルの名称で竣工。煉瓦色の外壁と、三角形に近い敷地であることから中央通りに面した側の鋭角な外観が特徴的で、1976年には日本建設業連合会主催の第17回BCS賞を受賞した。のちに三菱HCキャピタルグループの株式会社御幸ビルディングに所有権が移り、日本橋御幸ビルに名称変更した（時期不詳）。その後も、東海銀行の後身行である三菱UFJ銀行が日本橋中央支店を置いていた。
北側は日本橋野村ビルディング、南側は日本橋西川ビルに隣接する。この地には本ビル建築以前には、京都出身の村井吉兵衛が設立した村井銀行の社屋（1913年竣工、設計・吉武長一）があった。本ビル北東側には、村井銀行社屋の出入口が残されていた。
本ビルを含む、東西を昭和通りと中央通り、南北を日本橋一丁目三井ビルディング（コレド日本橋）と日本橋川に囲まれた約3.0haは日本橋一丁目中地区市街地再開発として、高さ287mの超高層建築物の建設を含む再開発事業が行われることとなり、2020年11月より日本橋西川ビルや東側の中小規模のビルとともに解体が始められた。街区のうち、本ビルが所在していた位置は地上広場となる計画である。